# The Great Lillian Hall
The Great Lillian Hall är en amerikansk dramafilm som hade premiär den 31 maj 2024 på strömningstjänsten Max. Filmen är regisserad av Michael Cristofer efter ett manus skrivet av Elisabeth Seldes Annacone.

## Handling
Filmen kretsar kring Lillian Hall, en Broadway-skådespelerska, som aldrig missat en föreställning under sin långa karriär. Ändå utmanas hennes självförtroende under repetitionerna.

## Rollista (i urval)
- Jessica Lange – Lillian Hall
- Kathy Bates – Edith Wilson
- Lily Rabe – Margaret Tanner
- Jesse Williams – David Flemming
- Pierce Brosnan – Ty Maynard
- Rebecca Watson – Haley Bemmel